# Михайлівський собор (Видубицький монастир)
Миха́йлівський собо́р — найдревніша споруда Видубицького монастиря, зведена у 1070—1088 роках Великим князем Всеволодом, сином Ярослава Мудрого.
Хоча будівництво почалось, коли Всеволод був Переяславським князем, а велось у роки його правління Черніговом, саме він вважається засновником монастиря та ктитором собору.
Східна стіна церкви страждала від зсувів, що траплялись внаслідок повеней. В середині XVII ст. власним коштом храм реставрував митрополит Петро Могила. Після пожежі 1760 року собор був відновлений архітектором М. I. Юрасовим. Наступна реставрація була здійснена у 1974—1981 рр.

## Архітектура

### Сучасний вигляд
Сучасний Михалівський собор являє собою кубоподібну споруду з однією апсидою і з похилим дахом, над яким здіймається одна башта. Отинькована східна частина споруди і купол мають барокові форми середини XVIII ст., західна частина — звільнена від тинькування і демонструє давньоруську будівельну техніку.

## Історія досліджень
Архітектурно-археологічні дослідження Михайлівського собору (1916 р. — О. Д. Ертель, В. П. Пещанський; 1945 р. — М. К. Каргер, 1972—1973 рр. — I. I. Мовчан) виявили, що спершу він мав вигляд тринавної, шестистовпної споруди, витягнутої вздовж осі схід-захід, з вузькими бічними нефами. З півночі та півдня до собору прилягали княжі усипальниці.
Під час реставраційних робіт у 1974—1981 рр. було виявлено фресковий живопис XI ст. та розписи XVIII—XIX століть.

## Світлини

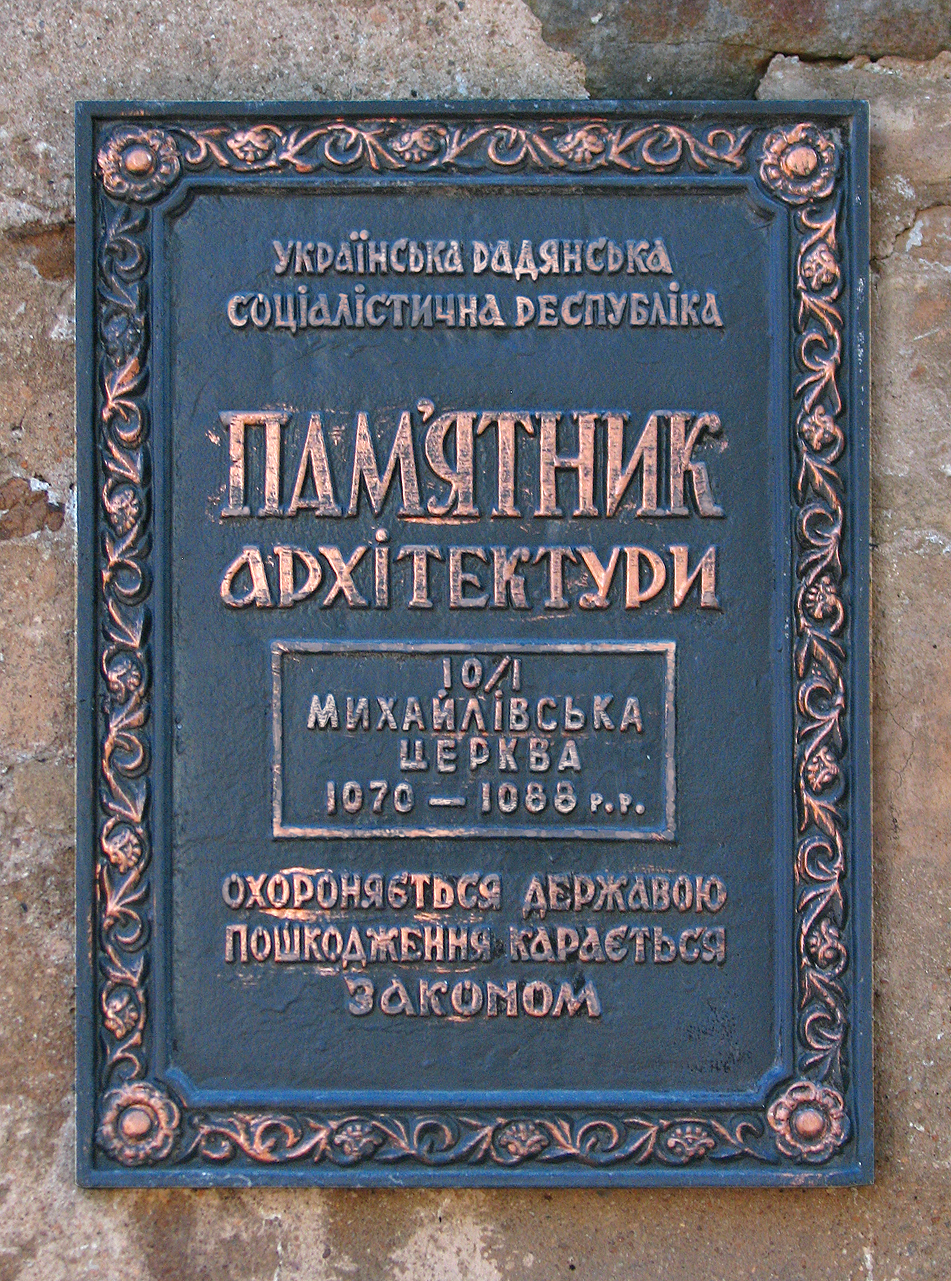
Охоронна дошка
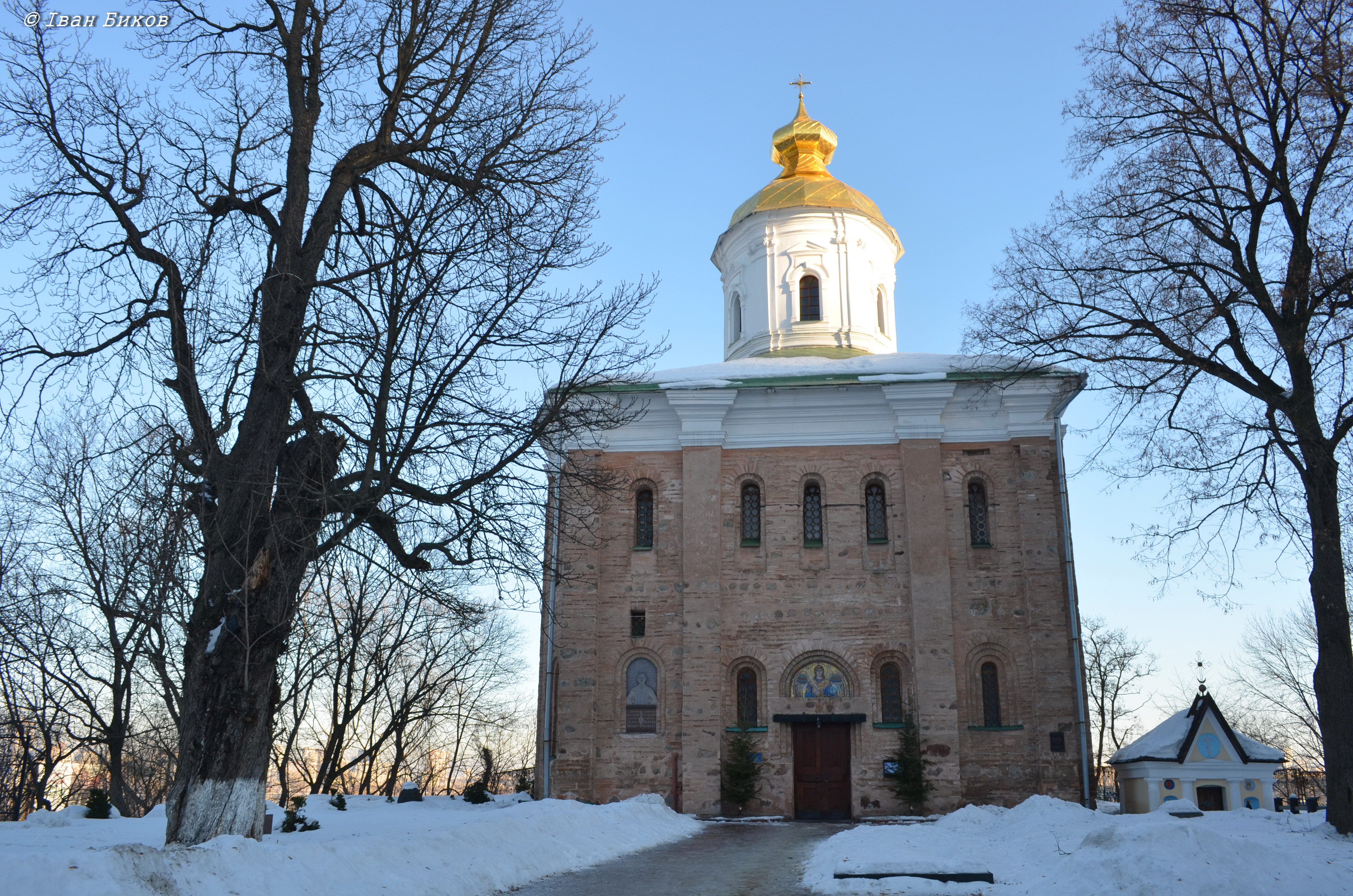
Собор взимку
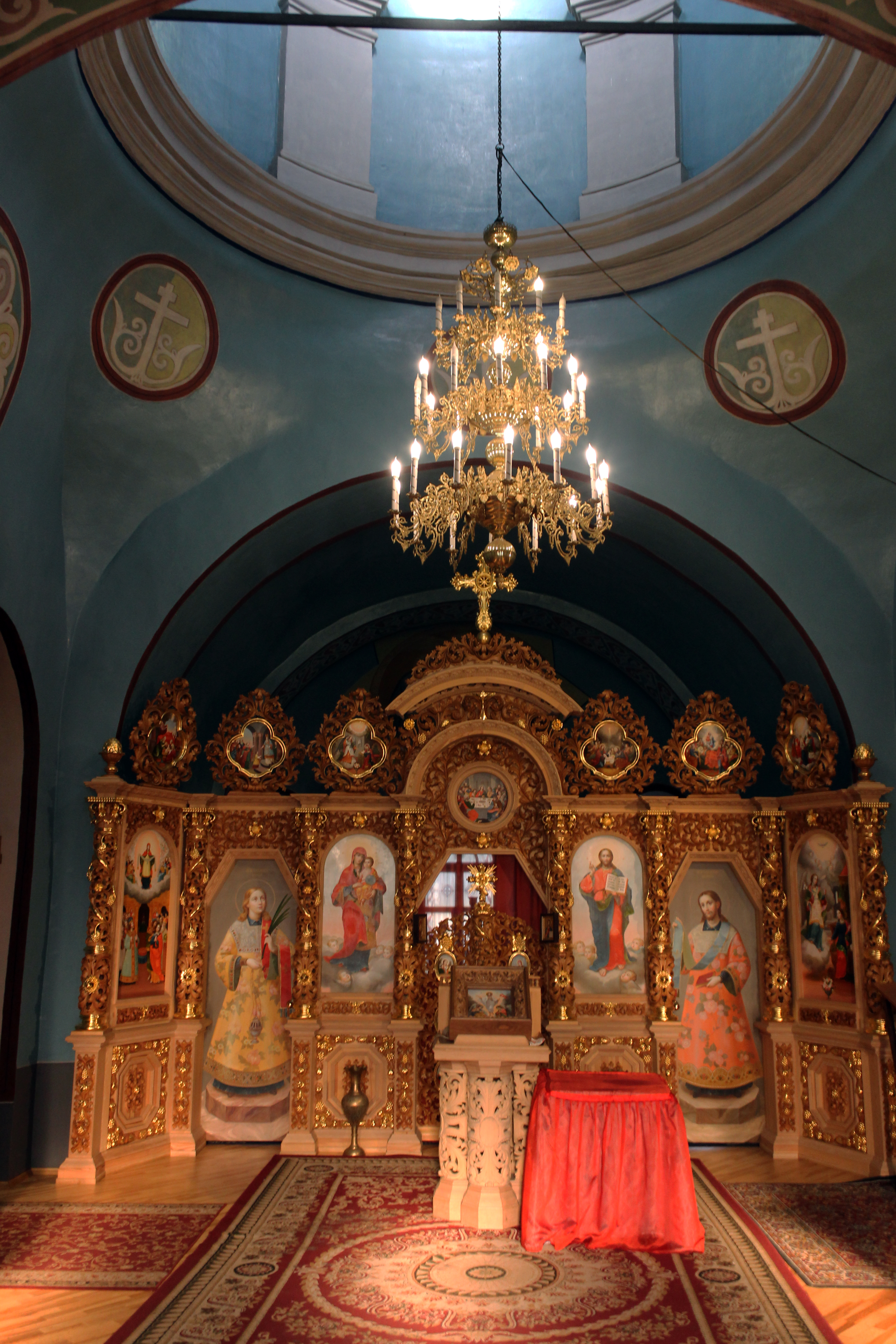
Головний вівтар
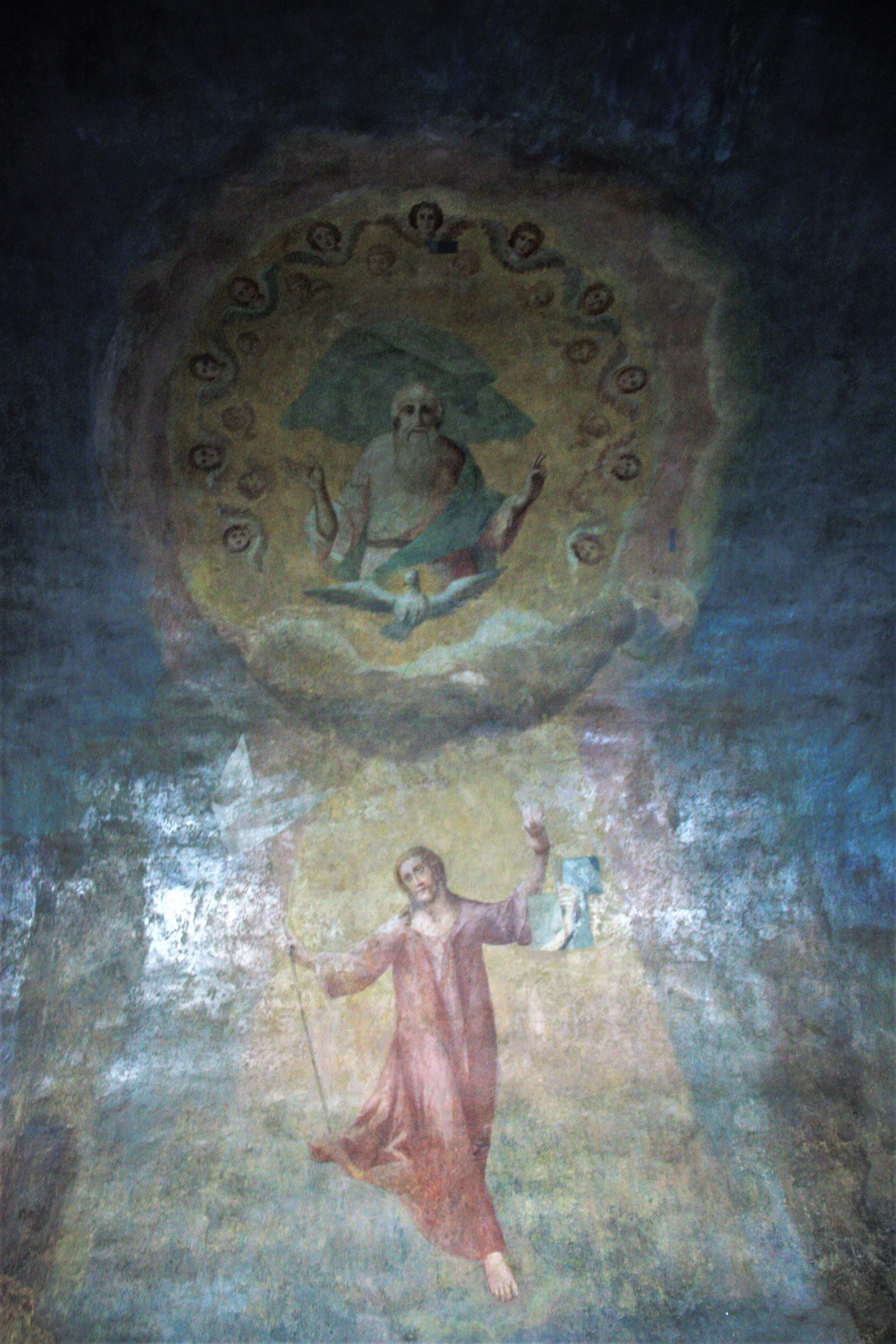
Стінопис
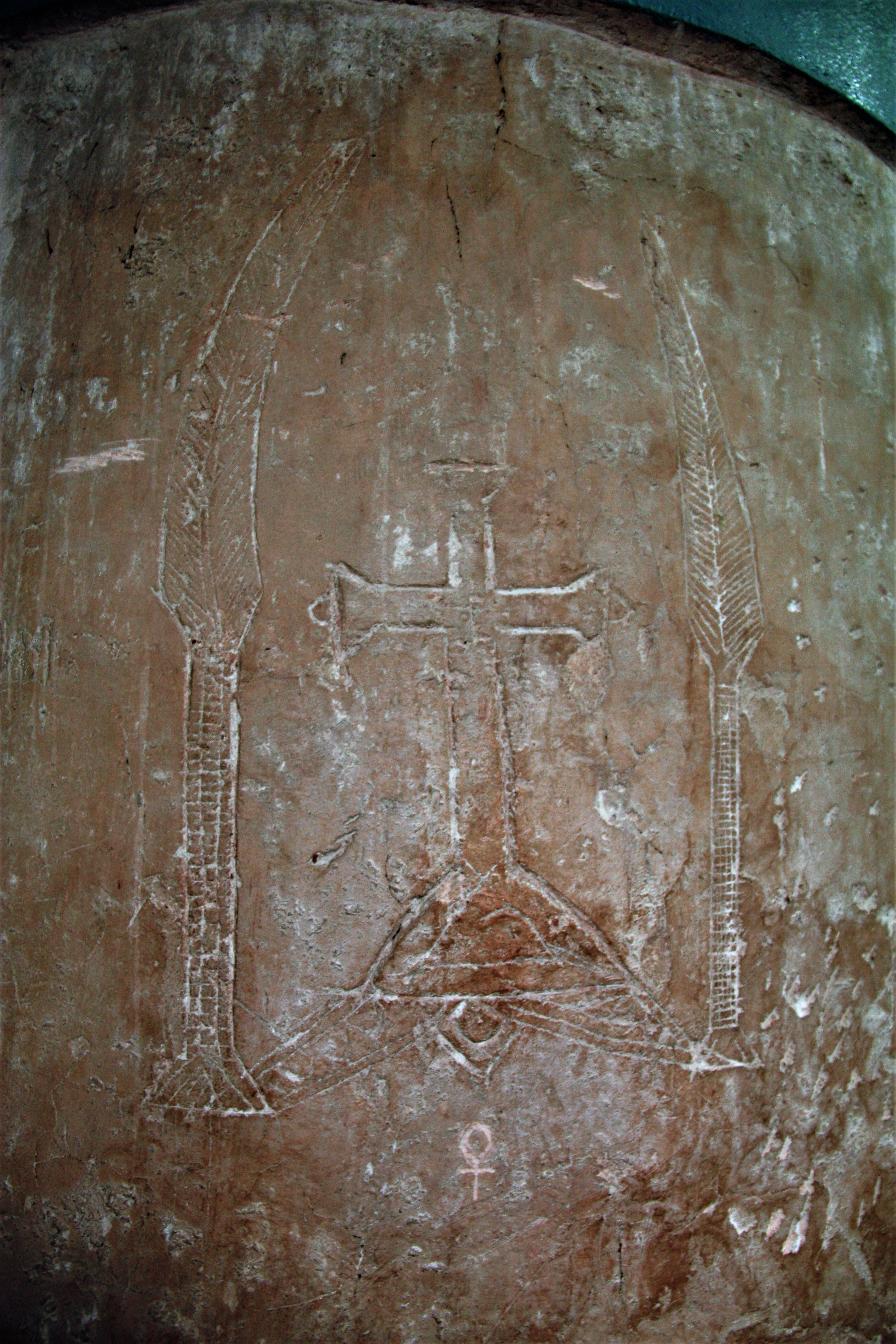
Хрест
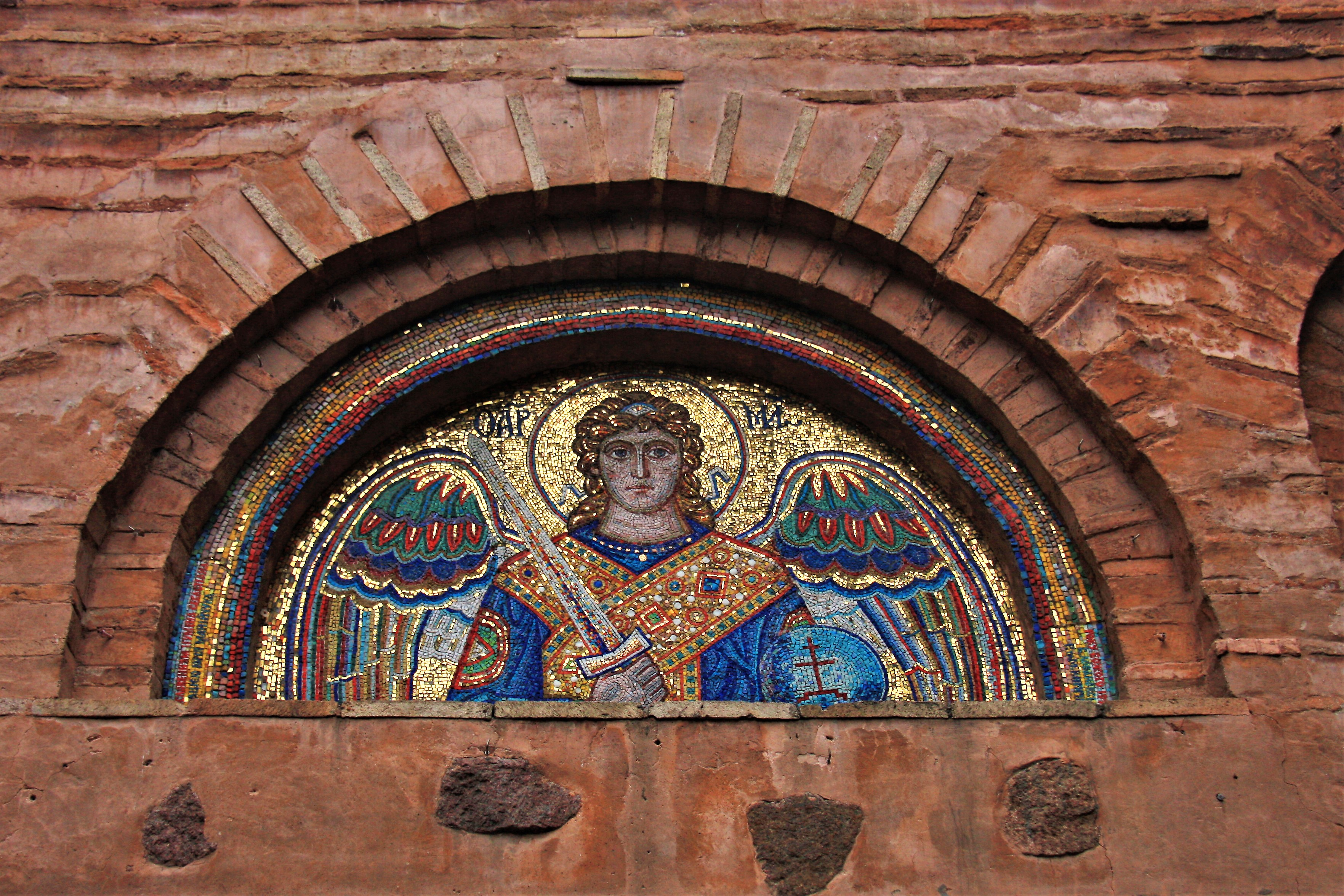
Архангел Михаїл
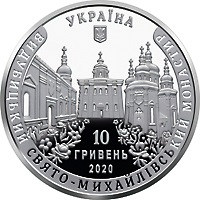
Собор в центрі срібної монети номіналом 10 грн. "Видубицький Свято-Михайлівський монастир"
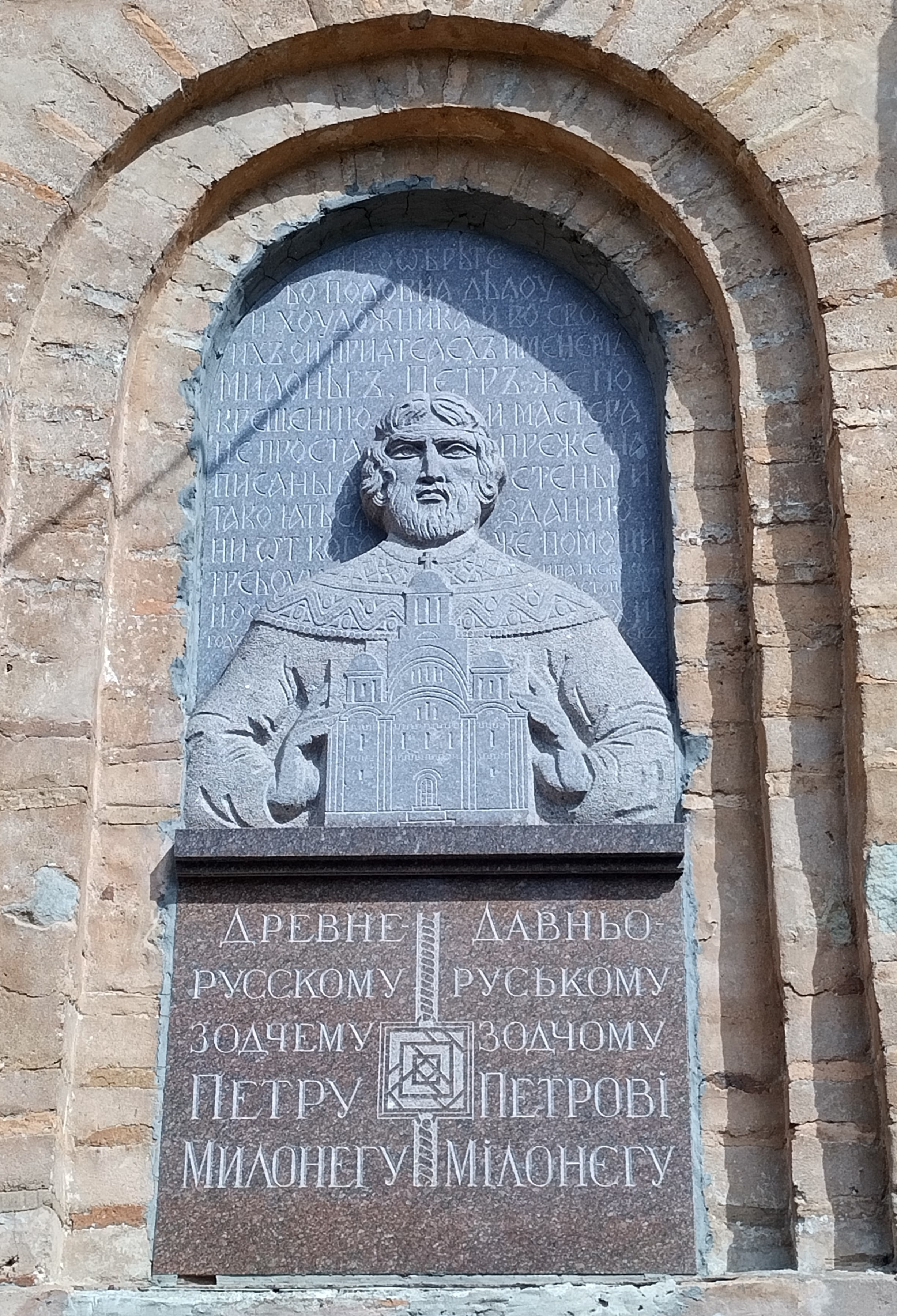
Меморіальна таблиця Петру Милонігу